# 福粉蝶屬
福粉蝶屬（學名：Phulia）是粉蝶亞科粉蝶族裡的一個屬。4個物種分佈於南美洲西部。

## 物種
- 加樂福粉蝶 （Phulia garleppi） Field & Herrera, 1977
  - 加樂福粉蝶指名亞種（P. n. nymphula）

　　　　=阿昆福粉蝶（P. aconquijae） Jörgensen, 1916

　　　　=阿迪福粉蝶（P. altivolans） Dyar, 1913

　　　　=多彩福粉蝶（P. nymphaea） Staudinger, 1894

　　　　=里德福粉蝶（P. reedi） Giacomelli, 1918
- 曼福粉蝶 （Phulia nannophyes） Dyar, 1913
- 福粉蝶 （Phulia nymphula） (Blanchard, 1852)
- 角斑福粉蝶 （Phulia paranympha） Staudinger, 1894